# 1969年法國總統選舉
1969年法國總統選舉在1969年6月1日和15日舉行。由於夏爾·戴高樂在同年4月28日辭去法國總統職務，選舉因此舉行。戴高樂主義政黨共和民主聯盟候選人喬治·蓬皮杜當選。左派各政黨在這次選舉中嚴重分裂，是使得蓬皮杜高票當選的原因之一。